# هیلکرست هایتس (مریلند)
هیلکرست هایتس (به انگلیسی: Hillcrest Heights) شهری در ایالت مریلند کشور ایالات متحده آمریکا است که جمعیت آن در سرشماری سال ۲۰۱۰ میلادی، ۱۶٬۴۶۹ نفر بوده‌است.